# Equipo oficial (automovilismo)

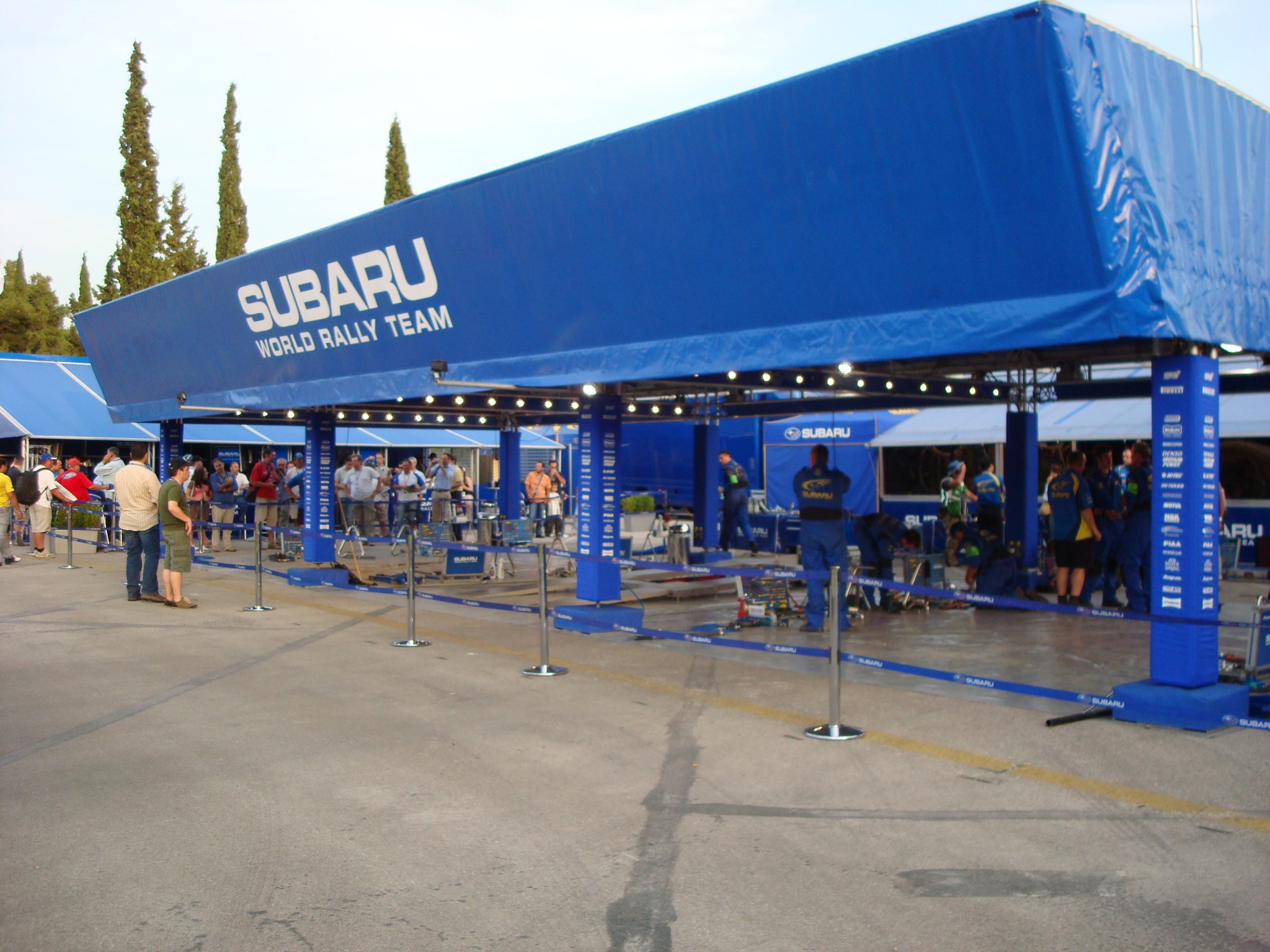
Box del equipo Subaru en el mundial de rally. El apoyo y el financiamiento del fabricante es clave para el lanzamiento del equipo en las competiciones.

No se debe confundir con escudería
Un equipo oficial (también llamado constructor) es un término utilizado en deportes de motor para referirse a los equipos que compiten con el apoyo de un fabricante de vehículos. En contraposición se encuentra el equipo privado. De esta manera, se llama piloto oficial a aquel que compite en un equipo oficial.
Las marcas pueden contar con una sección o filial que gestiona el equipo oficial: ficha a los pilotos y demás integrantes del equipo y se encarga de toda la labor que supone competir. En otros casos, el fabricante delega la tarea a una organización aparte, la apoya técnicamente y económicamente, y se encarga directamente de la labor promocional. En el primer caso se encuentran Scuderia Ferrari (Ferrari) o Seat Sport (Seat), mientras que en el segundo caso se encuentran M-Sport (Ford), Prodrive (Subaru) o Ralliart (Mitsubishi). En campeonatos nacionales y locales, el término se aplica también a equipos con apoyo de empresas importadoras y redes de concesionarios.[cita requerida]
El término constructor proviene de la Fórmula 1, donde los equipos compiten por el Campeonato de Constructores desde 1958, de ahí el nombre. Ese término se extendió a otras competiciones, como el Campeonato Mundial de Rally. Aunque actualmente un equipo privado puede puntuar para este título, al usar el término constructor generalmente se habla de un equipo oficial.
Actualmente, el término ya no se usa en Fórmula 1, porque cada equipo tiene la obligación de fabricar sus propios automóviles, ni en el Campeonato FIA GT, porque los equipos oficiales están prohibidos. Sí es moneda corriente en otros certámenes mundiales, como el Campeonato Mundial de Rally, el Campeonato Mundial de Motociclismo, la Copa Intercontinental Le Mans y el Campeonato Mundial de Turismos.
Se denomina además piloto semioficial, a aquel que compitiendo como privado lo hace con un vehículo alquilado y preparado por una marca oficial, y que aún contando con menos evoluciones y ventajas que los vehículos oficiales, cuenta con más opciones de ganar que cualquier otro piloto privado.

## Historia

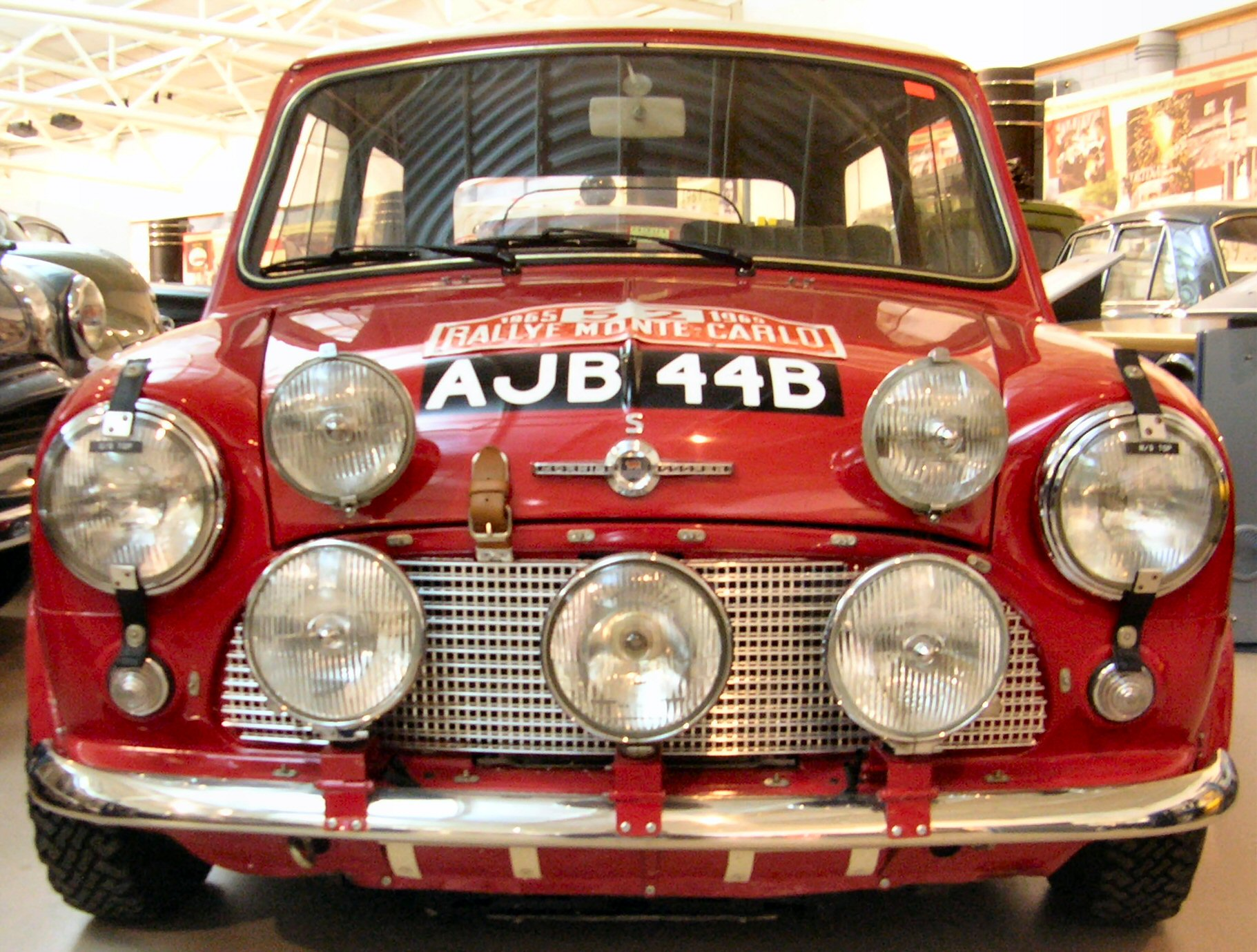
Mini Cooper S, ganador de varios campeonatos, fue el empleado por el equipo British Motor Corporation, considerado el primer equipo oficial de la historia.

El primer equipo oficial de la historia de los rallies fue el British Motor Corporation gestionado por Stuart Turner, que consiguió varios éxitos con el Mini Cooper, como las victorias en el Rally de Monte Carlo de 1964, 1965 y 1967. A él se deben los éxitos del Mini y de la profesionalización de los equipos, puesto que fue el primer equipo en desarrollar coches específicos para rally y en asistir a sus pilotos con mecánicos especialistas. Turner creó además la figura de los ouvreurs, que eran pilotos que pasaban por los tramos del Monte Carlo antes del cierre para informar luego del estado de las carreteras.

### Profesionalización
Los equipos de rally han evolucionado tremendamente gracias a la profesionalización de los equipos oficiales, que han pasado de pequeños equipos amateurs a grandes estructuras de más de 200 personas.
Un equipo está formado además de piloto, copiloto y un vehículo, por una lista de personas encabezada por un jefe de equipo y un jefe técnico. El primero coordina el equipo y el segundo gestiona la parte técnica relacionada con los vehículos de competición.
El jefe de equipo debe coordinar el traslado a cada prueba de los vehículos, furgones, coches de entrenamiento y de los ouvreurs, camiones de transporte y tráiler motorhome donde se realizan las labores de relaciones públicas y donde se reúne el equipo.
El jefe técnico por su parte tiene a sus órdenes a los ingenieros y mecánicos. Cada vehículo de competición tiene asignado un ingeniero jefe que designa los reglajes conjuntamente con el piloto, un ingeniero electrónico, un jefe de mecánicos y de cinco a siete mecánicos.
Además el equipo cuenta con ingenieros especialistas en el motor, transmisiones, dirección, etc. y un ingeniero informático, este último muy importante, ya que en la actualidad los World Rally Car, cuentan con múltiples sensores que leen muchos datos durante los tramos que luego son analizados para mejorar el rendimiento de vehículos y pilotos.
También cuentan con un ingeniero de neumáticos a sueldo del proveedor con el que el equipo tiene un contrato y que asesora a los pilotos en su elección.

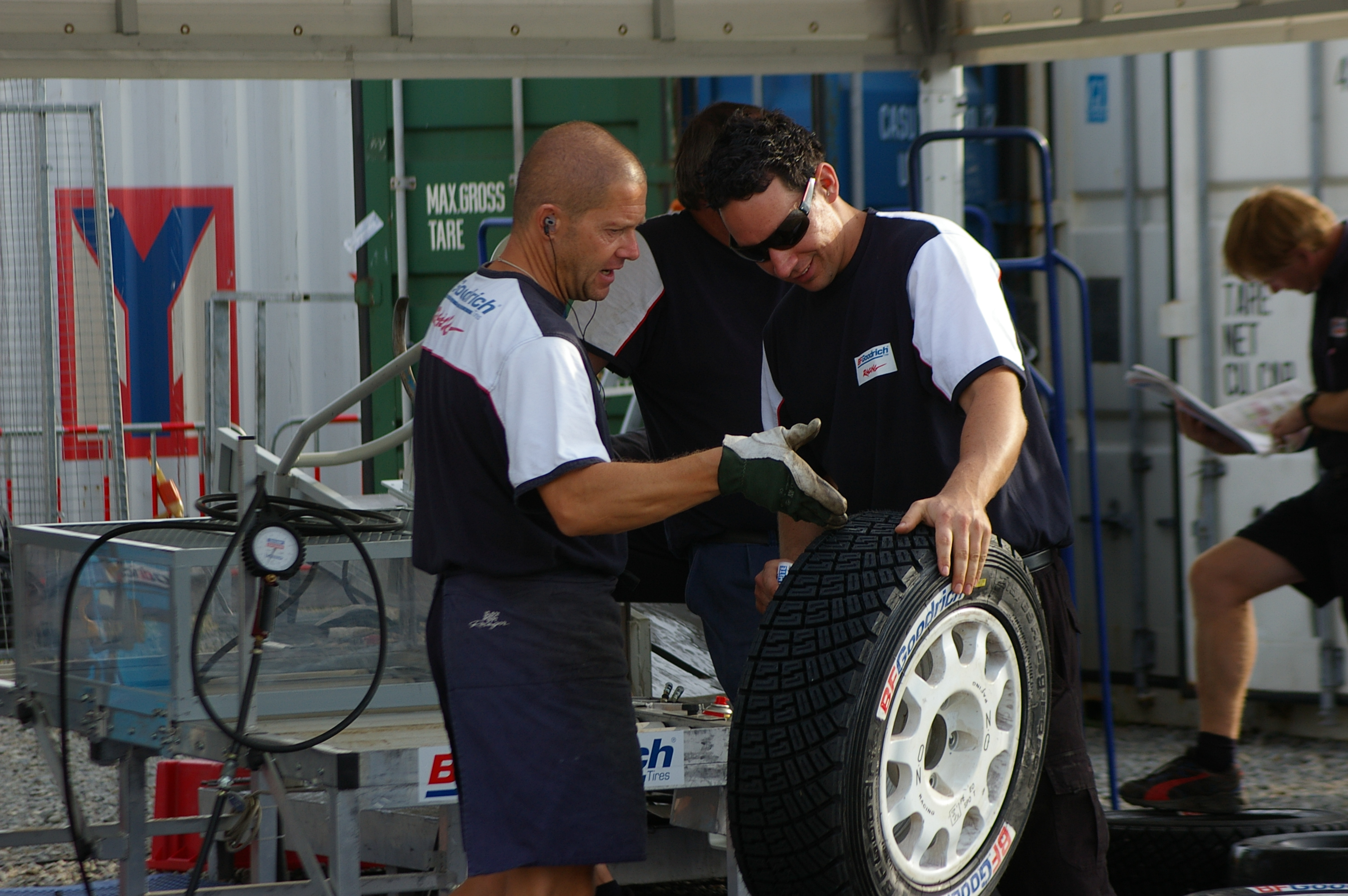
Ingeniero de neumáticos

Otro personal con el que cuenta el equipo son los ouvreurs, el personal administrativo, personal de mercadotecnia, prensa y relaciones públicas, cocineros, conductores para los furgones y camiones, un médico, un fisioterapeuta y un responsable de pilotos encargado de que éstos tengan todo lo que necesiten.
La labor de los responsables de prensa ha adquirido gran importancia con los años. Estos facilitan información a la prensa, mantienen la web, llevan la agenda de los pilotos y sus entrevistas con los medios.
Además de todo el equipo que viaja, la marca cuenta con personal que trabaja para el equipo que coordina todo antes y después de cada rally: reserva de hoteles, aviones, además de preparar los envíos ajustados a las características de cada prueba.

## Equipos oficiales del Campeonato Mundial de Rally
Actuales
- Hyundai Motorsport N
- Citroën World Rally Team
- Volkswagen Motorsport

Anteriores
- Ford World Rally Team
- Mini WRC Team
- Subaru World Rally Team
- Mitsubishi Ralliart WRT
- Skoda Motorsport
- Suzuki World Rally Team
- Peugeot Talbot Sport
- Škoda Motorsport
- Toyota Castrol Team
- SEAT World Rally Team